# Druhá vláda Vladimíra Mečiara
Druhá vláda Vladimíra Mečiara působila na Slovensku od 24. června 1992 do 15. března 1994. Vznikla po parlamentních volbách, které se uskutečnily 5. a 6. června 1992. Jednalo se o první vládu samostatného Slovenska, zprvu působící jako vláda Slovenska v rámci ČSFR.
Předsedou vlády byl Vladimír Mečiar. Vládu tvořila koalice stran HZDS a SNS. Vláda se v parlamentu opírala o tichou podporu Strany demokratické levice (SDĽ).

## Pád vlády
Dne 9. března 1994 přednesl tehdejší prezident Slovenské republiky Michal Kováč zprávu o stavu Slovenské republiky, ve které vyslovil své výhrady vůči působení této vlády a jejímu předsedovi. Následně na to opustilo HZDS osm poslanců a vytvořilo klub nezávislých poslanců. Dne 11. března téhož roku vyslovil slovenský parlament (Národní rada Slovenské republiky) této vládě nedůvěru. Dne 14. března byl předseda vlády Vladimír Mečiar odvolán prezidentem, což mělo dle ústavy za následek pád vlády.
Dne 15. března byla jmenována nová vláda Jozefa Moravčíka.

## Seznam členů vlády
Pokud není uvedeno jinak, členové vlády jsou zástupci HZDS.
- předseda vlády: Vladimír Mečiar
- 1. místopředseda vlády: Roman Kováč
- místopředsedové vlády:
  - Milan Kňažko, do 25. 2. 1994
  - Marián Andel (SNS), od 10. 11. 1993
  - Sergej Kozlík
  - Jozef Prokeš (SNS)
- ministři hospodářství:
  - Ľudovít Černák (SNS), do 19. 3. 1993
  - Jaroslav Kubečka, od 19. 3. do 10. 11. 1993
  - Ján Ducký, od 10. 11. 1993
- ministr financí: Július Tóth
- ministr dopravy a spojů: Roman Hofbauer
- ministr zemědělství a výživy: Peter Baco
- ministr vnitra: Jozef Tuchyňa
- ministr kontroly (do 15. 2. 1993): Roman Kováč ad interim
- ministr obrany (od 16. 3. 1993): Imrich Andrejčák
- ministryně spravedlnosti: Katarína Tóthová
- ministři mezinárodních vztahů:
  - Milan Kňažko, do 19. 3. 1993
  - Jozef Moravčík, do 19. 3. 1993
- ministryně práce a sociálních věcí: Oľga Keltošová
- ministři školství:
  - Dušan Slobodník, do 26. 9. 1992 ad interim
  - Matúš Kučera, od 26. 9. 1992 do 22. 6. 1993
  - Roman Kováč, od 22. 6. do 10. 11. 1993 ad interim
  - Jaroslav Paška (SNS), od 10 .11. 1993
- ministr kultury: Dušan Slobodník
- ministři zdravotnictví:
  - Viliam Soboňa, do 24. 11. 1993
  - Irena Belohorská, od 24. 11. 1993
- ministři pro správu a privatizaci národního majetku:
  - Ľubomír Dolgoš, do 22. 6. 1993
  - Vladimír Mečiar, od 22. 6. 1993 ad interim
- předseda Slovenské komisie pro životní prostředí: Jozef Zlocha